# Entalpia swobodna reakcji
Entalpia swobodna reakcji ({\displaystyle \Delta g} lub {\displaystyle \Delta G}) – funkcja termodynamiczna reakcji chemicznych, zmiana entalpii swobodnej (energii swobodnej Gibbsa; {\displaystyle g}) układu spowodowana przebiegiem reakcji chemicznej pod stałym ciśnieniem i w stałej temperaturze, odniesiona do liczby postępu reakcji równej jeden. W reakcjach izobaryczno-izotermicznych jest równa ujemnej wartości powinowactwa chemicznego.
Podstawą definicji funkcji termodynamicznych reakcji chemicznych, w tym entalpii swobodnej reakcji, jest pojęcie liczby postępu reakcji (λ), zdefiniowane przez Théophila de Dondera w 1920 roku jako:
{\displaystyle \lambda ={\frac {n_{zi}}{\nu _{i}}}.}
Wartość {\displaystyle \lambda =1,} gdy liczby moli {\displaystyle (n_{zi})} powstałych produktów oraz liczby moli zużytych substratów są równe odpowiednim współczynnikom stechiometrycznym {\displaystyle (\nu _{i})} w równaniu reakcji.
Entalpią swobodną reakcji chemicznej jest pochodna cząstkowa entalpii swobodnej układu, czyli funkcji {\displaystyle g=f(p,T,\lambda ),} obliczona dla warunków izotermiczno-izobarycznych względem liczby postępu reakcji:
{\displaystyle \Delta g_{p,T}=\left({\frac {\partial g}{\partial \lambda }}\right)_{p,T}.}
Entalpię swobodną reakcji wyraża się również poprzez wielkości molowych entalpii swobodnych poszczególnych reagentów, zdefiniowanych jako:
{\displaystyle G_{i}=\left({\frac {\partial g}{\partial n_{i}}}\right)_{p,T,n_{j}\neq i}.}
Entalpia swobodna układu termodynamicznego złożonego z {\displaystyle k} składników wynosi:
{\displaystyle g=\sum n_{i}G_{i}=f(T,p,n_{1},n_{2},n_{3},\dots ,n_{k}).}
Entalpia swobodna reakcji chemicznej jest różnicą między sumą iloczynów {\displaystyle \sum n_{i}G_{i}} dla jej produktów i dla substratów:
{\displaystyle \Delta g=\sum {n_{i,prod}G_{i,prod}}-\sum {n_{i,subs}G_{i,subs}},}
co jest też wyrażane z użyciem pojęcia potencjałów chemicznych składników układu {\displaystyle (\mu _{i}){:}}
{\displaystyle \Delta g=\sum {n_{i,prod}d\mu _{i,prod}}-\sum {n_{i,subs}d\mu _{i,subs}}.}
Potencjał chemiczny jest funkcją aktywności składnika w mieszaninie reagentów:
{\displaystyle \mu _{i}=\mu _{0i}+RT\ln a_{i}.}
Zależność jest podstawą definicji stałej równowagi reakcji chemicznej oraz równań opisujących związek stałej równowagi z energetycznymi efektami reakcji (izoterma reakcji, izobara van ’t Hoffa, izochora van ’t Hoffa).